# エゾマツ
エゾマツ（蝦夷松、学名: Picea jezoensis var. jesoensis）は、マツ科トウヒ属の常緑針葉高木。近縁のアカエゾマツも含めて「エゾマツ」と総称することも多く、この場合にはアカエゾマツと対比してクロエゾマツと呼ばれる。主に本州中部の高山に分布するトウヒはエゾマツの変種とされている。

## 分布
千島列島、樺太、渡島半島以外の北海道、中国東北部、シベリア東部、カムチャツカなどに分布する。トドマツとともに北海道の針葉樹林の主要樹種であり、「北海道の木」にも指定されている。北海道では、トドマツとともに「エゾ・トド」と縮めて称される。天然には広葉樹やトドマツなど他の針葉樹と混交して自生する。自生以外にも、人手によって植林も行われている。

## 特徴
常緑針葉樹の高木。大きいものでは樹高40メートル (m) 、幹の直径は1 m以上に達する。樹皮は黒褐色で厚く、うろこ状に割れ目が入る。当年枝の表面は滑らかでやや淡色である。葉は扁平で先端が尖り、長さ1 - 2センチメートル (cm) 、らせん状に互生する。葉の裏側は白っぽい色になる。花期は5 - 6月。果期は9 - 10月。果実は球果で、はじめは上向きだが、徐々に下を向いて淡黄褐色に熟す。
粘質壌土に適し、浅根性である。萌芽力は比較的弱い。エゾマツは倒木更新によって新しい苗が育っていく樹種である。種子は地上に落ちて発芽するが、多くは土中の菌類による病気で苗が枯死する。倒木上で発芽した苗は、倒木上のコケの中で根を伸ばして倒木を跨ぐように地上に根を下ろし、勢いを増して成長することができる。晩霜に弱く、エゾマツカサアブラムシによる被害もあることから人工造林は難しく、ほとんど行われていない。老齢過熟林になると、すこしずつ大木が枯死する。

## 利用
防風林や公園樹、庭木(特に洋風庭園)、盆栽用樹として植えられる。
エゾマツ材は淡黄色で着色した心材がない。材に現れる白い点は、腐朽菌によって数百年をかけてできた物で、装飾材になる。木目もまっすぐに通っており美しく、建築材料や船舶材料に多く用いられる。また繊維が長く、製紙用原料（パルプ材）にも非常に適している。切削などの加工も容易で、家具、箱材、楽器（ヴァイオリン、ハープ等）、経木、マッチの軸、割り箸、碁盤など様々な用途に利用されている。

## 栽培
エゾマツの苗木生産は容易ではなく、苗木の頃にエゾマツカサアブラムシがついて、新芽が松かさ状に膨らんでしまう被害が出やすい。山林内では倒木更新によって苗木がたくさんでき、苗木として使える程度まで育った苗木は、大きく育てるために人の手によって間引きされて、日当たりのよい環境の山中に植え替えられる。こうして間引きされた苗を「山引き苗」とよび、支笏湖近郊の山中でエゾマツの山引き苗を集めて植えた林が見られる。

## 文化
エゾマツの花言葉は、「ご機嫌よう」とされる。北海道ではエゾマツが「北海道の木」に選定されており、ただし書きでアカエゾマツも含むとしている。アカエゾマツは、エゾマツと同じトウヒ属で近縁の樹種にあたる。

### エゾマツをシンボルとする自治体
- 都道府県の木
  - 北海道
- 市の木
  - 士別市 (アカエゾマツ)
- 町の木
  - 美深町, 津別町, 利尻富士町, 浜頓別町, 置戸町, 中頓別町, 上川町, 足寄町, 上富良野町, 幌延町,
  - むかわ町(アカエゾマツ),
- 村の木
  - 音威子府村

### かつて指定していた自治体（消滅）
- 歌登町, 丸瀬布町, 朝日町 (北海道), 留辺蘂町, 穂別町

## 分類
エゾマツにはトウヒを含む変種・品種がある
- Picea jezoensis (Sieb. et Zucc.) Carrière エゾマツ、クロエゾマツ
  - var. jezoensis エゾマツ、クロエゾマツ
    - f. takadae (Tatew.) Hayashi シロエゾマツ

  - var. hondoensis (Mayr) Rehder トウヒ
    - f. ozeensis Hayashi オゼトウヒ